# Pantana baswana
Pantana baswana är en fjärilsart som beskrevs av Moore 1859. Pantana baswana ingår i släktet Pantana och familjen tofsspinnare. Inga underarter finns listade i Catalogue of Life.